# Sân vận động Kaliningrad
Sân vận động Kaliningrad (tiếng Nga: Стадион Калининград), còn được gọi là Arena Baltika, là một sân vận động bóng đá ở Đảo Oktyabrsky, Kaliningrad, Nga. Nơi đây đã tổ chức bốn trận đấu của Giải vô địch bóng đá thế giới 2018. Đây là sân nhà của câu lạc bộ FC Baltika Kaliningrad thuộc Giải bóng đá hạng nhất Nga, thay thế cho Sân vận động Baltika.
Sân được thiết kế dựa trên sân vận động Allianz Arena, nơi tổ chức các trận đấu trong khuôn khổ của Giải vô địch bóng đá thế giới 2006 ở Đức. Trận đấu bóng đá đầu tiên tại sân vận động được diễn ra vào ngày 11 tháng 4 năm 2018 giữa FC Baltika và PFC Krylia Sovetov Samara.
Trong thời gian diễn ra World Cup 2018, sân vận động này có sức chứa 33.973 chỗ ngồi.

## Lịch sử
Tháng tư năm 2012, chính phủ địa phương, hiệp hội kiến trúc sư Pháp đã quyết định thi hành dự án xây dựng sân vận động Wilmotte & Associes Sa. Chi phí xây dựng tốn khoảng 720 triệu USD. 50% số tiền sẽ được chi từ ngân sách liên bang và nửa còn lại từ ngân sách địa phương.
Cuối tháng 10 năm 2012 chính phủ địa phương đã mở một cuộc thi phát triển dự án và các tài liệu thiết kế cho một sân vận động tổ chức World Cup. Người thắng cuộc là Mostovik.Đầu tháng 3 năm 2013,Mostovik cho ra mắt bức phác họa 1 sân vận động với cái tên Arena Baltika.
Tháng sáu năm 2014 Tòa án Omsk tuyên bố Mostovik bị phá sản,tháng 3 năm 2015,chính phủ chấm dứt hợp đồng với công ty của Mostovik và ngày 1 tháng 4 năm 2014 chính phủ tuyên bố ZAo "Crocus International" là đối tác duy nhất của Bộ thể Thao của Liên bang nga cho các công trình xây dựng.Hợp đồng đã được ký kết giữa chính Phủ vùng Kaliningrad và Crocus International để phát triển dự án và lên ý tưởng thiết kế cho sân vận động
Mùng 10 tháng 6 năm 2015 dự án được gửi cho chính quyền kiểm tra và 20 tháng bảy bản thiết kế của sân được ra mắt
Ban đầu chính quyền địa phương đã xem xét việc phá sân vận động cũ Baltika Stadium để xây dựng dự án mới này ở trung tâm thành phố.Tuy nhiên tháng 12 năm 2014 nơi xây dựng sẽ là Đảo Oktyabrsky mặc cho đây là nơi hay xảy ra lũ lụt và cần nhiều sự đầu tư tài chính để thi hành dự án.
Mùng 10 tháng 8 sân vận động trở lên nổi tiếng vớ cái tên "Stadium Kaliningrad" hay theo phiên bản tiếng Anh là Kaliningrad Stadium

## Sự khởi công xây dựng

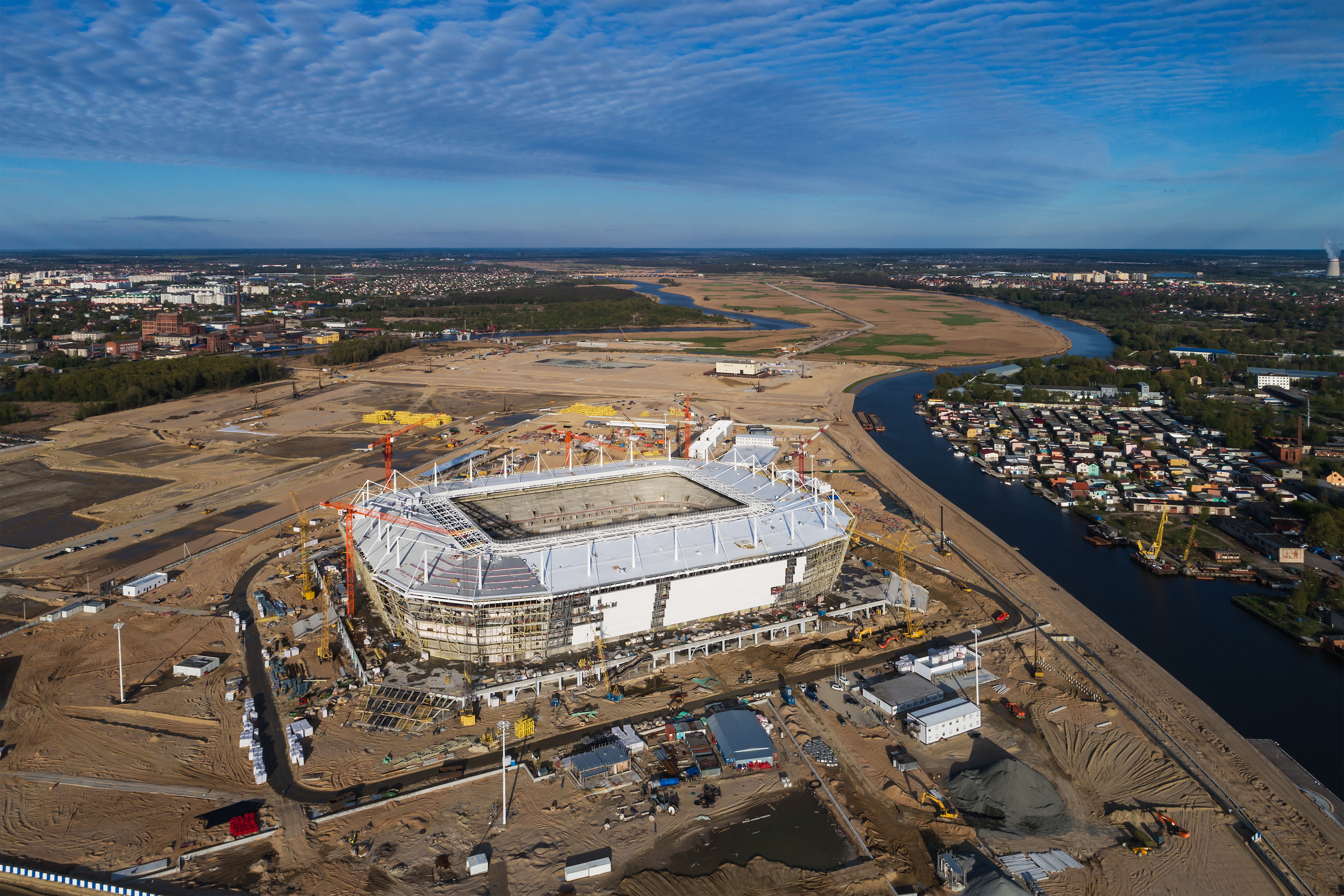
Ảnh chụp trên cao,tháng 5 năm 2017

Việc xử lí vùng đất bị lèn chặt được hoàn thành vào tháng 12 năm 2014.Tháng 1 năm 2015 bắt đầu chuẩn bị cơ sở vật chất để xây dựng.Tháng 7 cùng năm kiểm tra trụ ống cho sân và bắt đầu làm nền móng
Trên vùng đất lén chặt và mạng lưới sông ngòi của Đảo Oktyabrsky.Tháng 9 năm 2016,trên diện tích 43.75 hecta đã được hoàn thành thì khu vực dễ bị tràn dầu đã được làm cho ổn định.

## World Cup 2018
| Ngày                | Giờ                | Đội #1      | KQ. | Đội #2  | Vòng   | Khán giả |
| ------------------- | ------------------ | ----------- | --- | ------- | ------ | -------- |
| 16 tháng 6 năm 2018 | 21:00 KALT (UTC+2) | Croatia     | 2–0 | Nigeria | Bảng D | 31,136   |
| 22 tháng 6 năm 2018 | 20:00 KALT (UTC+2) | Serbia      | 1–2 | Thụy Sĩ | Bảng E | 33,167   |
| 25 tháng 6 năm 2018 | 20:00 KALT (UTC+2) | Tây Ban Nha | 2–2 | Maroc   | Bảng B | 33,973   |
| 28 tháng 6 năm 2018 | 20:00 KALT (UTC+2) | Anh         | 0–1 | Bỉ      | Bảng G | 33,973   |